# Swift Vets and POWs for Truth
Swift Vets and POWs for Truth (Los Veteranos Swift y Prisioneros de Guerra por la Verdad), antiguamente conocido como Swift Boat Veterans for Truth (SBVT o Veteranos de Botes Swift por la Verdad), era un grupo político (grupo 527) de veteranos de botes Swift y ex-prisioneros de guerra de Estados Unidos de la guerra de Vietnam, formado durante la campaña de las elecciones presidenciales de Estados Unidos de 2004 con el propósito de oponerse a la candidatura de John Kerry para la presidencia. La campaña inspiró al peyorativo político ampliamente usado "swiftboating", para describir un ataque político injusto o falso. El grupo se desvaneció y cesó sus operaciones el 31 de mayo del 2008.
Los SBVT afirmaban que Kerry era "incapaz de servir" como presidente basados en su presunta "deliberada distorsión de la conducta" de los militares americanos durante esa guerra, y su presunta "retención y/o distorsión de hechos materiales" en cuanto a su propia conducta durante esa guerra. Esta declaración causó tremenda controversia durante la elección, particularmente porque estos veteranos, mayoría de los cuales no habían estado en un lugar para evaluar a Kerry, desafiaron la legitimidad de cada una de las medallas de combate otorgadas a Kerry a pesar de que la mayoría de los veteranos de Vietnam que sirvieron junto con Kerry o bajo sus órdenes cuestionaban las críticas y apoyaban la versión de Kerry de los eventos y sus aspiraciones presidenciales.
Los SBVT declararon que "los cargos falsos de Kerry de crímenes de guerra, sus exageradas afirmaciones sobre su servicio en Vietnam, y su tergiversación deliberada de la naturaleza y efectividad de las operaciones de los barcos Swift nos obligan a adelantarnos". El grupo desafío la legitimidad de cada una de las medallas de combate otorgadas a Kerry por la Armada de los Estados Unidos y a la disposición de su liberación. Además, los SBVT declaraban que crítica posterior de Kerry de la guerra era una "traición de confianza" con otros soldados, y que a través de su activismo él había causado "daño" directo a soldados aún en la guerra.
Registrado bajo la Sección 527 del Código de Ingreso Interno, SBVT publicó sus críticas de Kerry durante la campaña de elecciones en un libro, en anuncios de televisión que el grupo hacía en estados pendulares y en la cobertura periodística que algunos miembros recibían. El grupo fue objeto de varias quejas a la Comisión Federal de Elección (Federal Election Commission, FEC). Después de la elección, el grupo fue acreditado por los medios elogiado por los Conservadores al contribuir a la derrota de Kerry. Las tácticas del grupo son consideradas como un ejemplo de una campaña política de desprestigio exitosa por sus ampliamente publicadas, luego desacreditadas, declaraciones.

## Afiliación
SBVT se formó en 2004. La afiliación fue inicialmente a veteranos de la guerra de Vietnam que en algún punto habían servido a la unidad de los barcos Swift, como lo había hecho Kerry.
De los 3,500 marineros de barcos Swift que sirvieron en Vietnam, los nombres de 250 aparecieron en la declaración del grupo contra Kerry; la mayoría no sirvió al mismo tiempo o en el mismo lugar que Kerry. Los miembros fundadores del SBVT incluían al Contraalmirante Roy Hoffmann (retirado), un antiguo comandante de las fuerzas de barcos Swift; Coronel Bud Day, quien ganó la Medalla de Honor; el abogado de Houston John O'Neill, un oficial que se hizo comandante del Swift Boat PCF 94 varios meses después de la partida de Kerry en 1969 y que apareció opuesto a Kerry en un debate televisado en 1971 entre ellos en el The Dick Cavett Show; y otros trece veteranos. Varios de aquellos que se unieron al SBVT durante las campaña del 2004 eran oficiales que anteriormente habían elogiado la conducta de Kerry durante la guerra de Vietnam. Estos incluían al Comandante de División Grant Hibbard, quien escribió evaluaciones positivas de Kerry, y Al Comandante George Elliot, quien presentó a Kerry para una Estrella de plata. SBVT afirmó que incluía, en total, 16 oficiales que servían con Kerry en la "Coastal Division 11" como miembros. A pesar de las declaraciones del SBVT que la "cadena de comando entera" de Kerry pertenecía al grupo, Joseph Streuli, antiguo comandante de la "Coastal Division 13", Charles Horne, excomandante del "Coastal Squadron 1", y Art Price, excomandante CTF 116 quien es descrito en "Unfit for Command" como parte de la cadena de comando de Kerry, no estaban afiliados en el grupo.
La carta inicial del grupo contra Kerry declaraba "Es nuestro juicio colectivo que, sobre tu regreso de Vietnam, tú gravemente y a sabiendas distorsionaste la conducta de los soldados, marines, marinos y pilotos americanos de esa guerra (incluyendo una traición para muchos de nosotros, sin la consideración del peligro que tus acciones nos causaron). Además, creemos que tú has retenido y/o distorsionado hechos materiales en cuanto a tu propia conducta en esta guerra". Sin embargo, Kerry había publicado alrededor de 100 páginas de sus registros militares en su sitio web casi dos semanas antes de la emisión de la carta del SBVT, y había hecho sus registros médicos militares disponibles para inspección por los reporteros (y proporcionó un resumen de su doctor).
No todos los miembros del SBVT dijeron que firmarían la carta por la misma razón. Por ejemplo, de una entrevista publicada el día antes de que la letra se hiciera pública: "'[Kerry] ganó sus medallas, él hizo lo que se suponía que debía en Vietnam', dijo el Guarda Costas retirado, el Capitán Adrian Lonsdale, quien estaba en la cadena de comando por encima de Kerry y supervisó varias operaciones en relación con los botes swift de la marina del tipo que Kerry comandaba. 'Pero yo estaba muy decepcionado en sus declaraciones después de que se salió de la Marina'".
De aquellos que sirvieron en la tripulación del barco de Kerry, solo Stephen Gardner se unió al SBVT. Él no estaba presente en ninguna de las ocasiones cuando Kerry ganó sus medallas, incluyendo sus Purple Hearts. Gardner apareció en dos de los anuncios televisivos del grupo.
Todos los miembros vivos restante de la tripulación de Kerry apoyaban su contienda presidencial, y algunos frecuentemente hacían campaña con él como sus auto-descritos "banda de hermanos". Los miembros de la tripulación de Kerry discutieron varias alegaciones del SBVT, llamándolas "totalmente falsas" (Drew Whitlow), "basura" (Gene Thorson), y "un montón de mentiras" (Del Sandusky).
Ni un miembro del SBVT estaba a bordo del bote de Kerry durante cualquiera de los incidentes por los que fue premiado. El único miembro del SBVT que estaba presente en el incidente de la Estrella de Plata, el miembro de la tripulación del Rood Larry Clayton Lee, aclamó las tácticas de Kerry y declaró que se había ganado su Estrella de Plata. Sin embargo, el declaró que basado en discusiones con otros miembros del SBVT, él se cuestionó si Kerry merecía las otras medallas por los incidentes en los que no estuvo presente.
El 29 de septiembre del 2004, el SBVT anunció que uniría fuerzas con un grupo de prisioneros de guerra americanos quienes habían estado capturados por los vietnamitas del norte durante la guerra para formar el nuevo grupo, "Swift Vets and POWs For Truth" ("Los Veteranos Swift y Prisioneros de Guerra por la Verdad").

## Actividades en los medios
SBVT hizo varios anuncios de televisión creados por Stevens Reed Curcio & Potholm atacando las acciones de Kerry durante y después de Vietnam. 

### Primer anuncio de televisión
SBVT se hizo por primera vez público con una conferencia de prensa del 4 de mayo del 2004, declarando oposición a Kerry. Cuando la conferencia de prensa junto pequeña atención, la organización produjo comerciales televisivos. El 5 de agosto del 2004, SBVT comenzó a sacar al aire anuncios de televisión de un minuto en tres estados altamente disputados en las elecciones presidenciales en marcha. El anuncio, titulado "Any Questions? (¿Alguna pregunta?)", era un collage de pequeños cortos de 13 miembros del SBVT, muchos de los cuales declaraban haber servido con John Kerry o haber tenido contacto directo con Kerry durante su servicio en Vietnam. Los veteranos que aparecían en el anuncio decían que Kerry era deshonesto, desconfiable, incapaz de ser líder, y había deshonrado a su país y a sus compañeros veteranos. Solo uno de los hombres en el anuncio (Steve Gardner) sirvió bajo Kerry, pero algunos navegaron en otros barcos agrupados con el de Kerry.
Entre los primeros en denunciar el primer anuncio estaba el Senador Republicano John McCain, un simpatizante de Bush, veterano de Vietnam, y antiguo prisionero de guerra. Él dijo, "Yo condeno el anuncio [SBVT]. Es deshonesto y deshonroso. Yo creo que está muy, muy mal". El Senador McCain sería criticado cuatro años después durante su propia campaña presidencial por aceptar dinero y apoyo de muchos de los mismos "Swiftboaters".

### Libro
El fundador y vocero del SBVT John O'Neill y Jerome Corsi están listados como coautores del libro Unfit for Command: Swift Boat Veterans Speak Out Against John Kerry, publicado por Regnery Publishing. Un best-seller sobre su lanzamiento en agosto del 2004, criticaba el juicio de Kerry en batalla, su confiabilidad, su titulación a ciertas medallas, y sus actividades antiguerra posteriores. El libro estaba basado en parte en entrevistas con veteranos que sirvieron en o con la división de Kerry, y también en biografías de Kerry. Varios miembros de la tripulación de Kerry declararon que O'Neill falló al entrevistarlos; algunos veteranos que fueron entrevistados aseguraron que sus declaraciones fueron editadas para desacreditar material favorable de Kerry. Ni O'Neill ni Corsi tenían conocimiento de primera mano del servicio de Kerry. O'Neill sirvió en los botes Swift después de que Kerry dejó Vietnam, y Corsi nunca sirvió en Vietnam.
Después de que las declaraciones controversiales hechas por Corsi se hicieran públicas, O'Neill negó la coautoría de Corsi del libro, diciendo que Corsi era "simplemente un editor y no realmente algún tipo de co-autor". Sin embargo, porciones del libro contienen material también encontrado en artículos publicados bajo el nombre de Corsi en un sitio web crítico de John Kerry, y O'Neill es citado en un libro posterior como describiendo a Corsi como ayudante para escribir "Unfit for Command" (Incapaz para el comando), e instado a retirar las apariciones en los medios después de que los comentarios controversiales se hicieran públicos.

### Segundo comercial de televisión
El 20 de agosto del 2004, SBVT lanzó un segundo comercial de televisión presentado una porción del testimonio de 1971  de Kerry, ante el Comité del Senado de Relaciones Extranjeras. Kerry, testificando como miembro de los Veteranos de Vietnam Contra la Guerra, había criticado la política de EU en Vietnam. Él había también descrito la Investigación del Soldado de Invierno de los Veteranos de Vietnam contra la Guerra, en donde más de 100 soldados y civiles dijeron que habían visto o cometido atrocidades llevadas a cabo por las fuerzas de EU en Vietnam. El testimonio de Kerry en el Senado presentó un resumen de las declaraciones de estos hombres; él no, sin embargo, dijo que tenía un conocimiento personal de estas atrocidades. El anuncio del SBVT alternó fragmentos del resumen de Kerry de estas declaraciones con cargos de veteranos de Vietnam, particularmente ex-prisioneros de guerra, que las "acusaciones" de Kerry habían desmoralizado y "traicionado" soldados en Vietnam.

### Tercer anuncio de televisión
Un tercer anuncio de televisión comenzó a salir al aire el 26 de agosto del 2004, atacando las declaraciones anteriores de Kerry que estaba en Camboya en la Víspera de Navidad, 1968. En este anuncio apareció Stephen Gardner diciendo: "He pasado más tiempo en el barco de John Kerry que cualquier otro miembro de la tripulación. ...John Kerry afirma que pasó la Navidad en 1968 en Camboya y que es categóricamente una mentira. No en diciembre, no en enero. Nunca estuvimos en Camboya en una misión secreta, nunca".
Sin embargo, Gardner fue solo un miembro de la tripulación de Kerry durante un mes y medio, del 6 de diciembre de 1968 a aproximadamente el 22 de enero de 1969; directorios de la tripulación y de primera mano indican que otros miembros de la tripulación sirven tan largo o más largo bajo el mando de cuatro meses de duración de Kerry.
Además, Kerry nunca se había dicho que el incidente de Nochebuena era una "misión secreta", pero ocurrió durante una patrulla de rutina; Además, declaró al menos dos semanas antes de la aparición del anuncio de que había estado patrullando en o cerca de la frontera en el momento y, posteriormente, una emboscada. El reporte de la patrulla aparece en Douglas Brinkley apareció en el Tour of Duty de Douglas Brinkley, [pp. 209–219] y el Cmdr. Elliott notó en los reportes ed in Kerry's fitness report that his boat was ambushed during the Christmas truce of 1968.
Por otra parte, el biógrafo de Kerry, Douglas Brinkley, ha declarado que Kerry "entró en aguas camboyanas tres o cuatro veces en enero y febrero de 1969 sobre las misiones clandestinas".

### Cuarto comercial de televisión
El 31 de agosto del 2004, un cuarto comercial fue lanzado por el by SBVT. El anuncio describe a Kerry como un hombre que "renunció símbolos de su país", una referencia a una protesta de la guerra de Vietnam, donde Kerry lanzó decoraciones de guerra sobre la cerca del edificio del Capitolio el 23 de abril de 1971. El anuncio también contenía vídeos editados de Kerry de un programa WRC -TV llamado Puntos de Vista, en el que afirmó que ha dado la espalda "seis, siete, ocho, nueve" (en respuesta a una pregunta: "¿Cuántos te di la espalda, John"); que luego incluyó un clip de otra parte de la entrevista, donde Kerry declaró "y que era las medallas de sí mismos", aunque en la entrevista que no estaba en referencia a las decoraciones regresó.

## Controversia

### Verdad de las alegaciones
Al principio de la campaña de publicidad, la revista Time encuestó sobre la creencia pública en los anuncios del SBVT sobre quienes los vieron. La encuesta, llevada a cabo del 24 al 26 de agosto, mostró que alrededor de un tercio de los que los vieron creían que al menos había "algo verdadero" en las alegaciones. Entre los votante, un cuarto sentía que había algo de verdad en los anuncios.
Una mayor parte de la controversia del SBVT se centró en los testimonios del grupo. Las declaraciones del SBVT estaban acompañadas por affidavits. Un declarante, Alfred French, dio a conocer que no tenía conocimiento de primera mano sobre los eventos a los cuales él había jurado.
En mayo del 2006, el The New York Times reportó que un miembro temprano del grupo, Steve Hayes, declaró que empezaba a creer que el grupo estaba alterando el registro de Kerry, y rompió con el grupo y votó por Kerry. Hayes le dijo al Times:

El mantra era sólo "Queremos aclarar las cosas" ...Se hizo evidente para mí que estaba transformando de una organización para poner las cosas en claro, en una venganza altamente política. Ellos sabían que no era la verdad.

Hayes también dijo al The New York Times que él proporcionó una larga entrevista a los simpatizantes de Kerry, respaldando su versión del incidente por el cual Kerry recibió la Estrella de Bronce.

#### Primer anuncio de televisión
El primer anuncio del SBVT fue contradicho por las declaraciones de otros veteranos que observaron los incidentes, por los registros de los oficiales de la marina, y, en algunas instancias, por los mismos miembros contemporáneos del SBVT.
Algunos periódicos mayores estaban también escépticos ante las alegaciones del SBVT. Por ejemplo, un artículo del New York Times declaró, "en una examinación cercana, las cuentas de Los Veteranos Swift y Prisioneros de Guerra por la Verdad probaron tener inconsistencias". Con respecto al conflicto de la medalla, una editorial de Los Angeles Times editorial declaró, "No limitados por las convenciones de nuestros colegas en la sala de redacción, lo podemos decir de forma rotunda: Estos cargos contra John Kerry son falsos". La editorial argumentó esta posición basados en que "Kerry está respaldado por casi todos quienes presenciaron los eventos en cuestión, como también con documentación". El 22 de agosto del 2004, el The Washington Post reportó: "Una investigación por el The Washington Post sobre lo que ocurrió ese día sugiere que ambos lados han retenido información del registro público y proporcionaron una incompleta, y a veces imprecisa, imagen de lo que ocurrió. Pero a pesar de que los acusadores de Kerry han tenido éxito en sembrar dudas sobre su registro de guerra, han fallado en llegar con suficiente evidencia de demostrarlo como mentiroso".
El show de televisión de la ABC, Nightline viajó a Vietnam y entrevistó a los vietnamitas que estaban involucrados en la batalla por la cual se le otorgó la Medalla de Plata a Kerry. Estos testigos discutieron el cargo de O'Neill que "había poco o ningún fuego" ese día; ellos dijeron que el fuego era feroz. Los simpatizantes del SBVT cuestionaron si estos testigos eran confiables porque ellos hablaban "en la presencia de un oficial comunista", pero su relato del fuego enemigo es substancialmente el mismo que el previamente otorgado por otro ex-Viet Cong para un reportero de AP y por testigos americanos, incluyendo al único miembro del SBVT que en realidad estaba presente ese día, Larry Clayton Lee. The Note del ABC News opinó, "el anuncio del Swift Boat y sus cargos primarios sobre las medallas de Kerry son personales, negativos, extremadamente sospechosos, o falsos".

#### Libro, otras declaraciones de los medios
Jerome Corsi dice que una fotografía de la visita de Kerry de 1993 a Vietnam se encuentra en el Museo de Restos de la Guerra en la Ciudad Ho Chi Minh como una muestra de "honor" por los Comunistas "por su contribución a la victoria sobre los Estados Unidos", y John O'Neill ha declarado que Kerry "está en el museo de guerra del Norte de Vietnam como un héroe ...uno de los héroes que causo que ganaran la guerra en Vietnam". La declaración también es repetida en "Unfit for Command" (pp 167–174). Sin embargo, Josh Gerstein del New York Sun afirma en este sentido:

Mientras que el museo rinde homenaje claramente opositores a la guerra de Estados Unidos y otros países, no está claro que la foto de Kerry es parte de ese tributo. La imagen del senador cuelga entre un conjunto de fotografías dedicadas a la restauración de las relaciones diplomáticas entre Estados Unidos y Vietnam en la década de 1990.

La imagen aparentemente fue tomado como Kerry participó en una delegación el presidente Bill Clinton envió a Hanoi en 1993. Otras fotos cercanos Mostrar visitas durante ese período por parte de ex funcionarios estadounidenses que jugaron un papel clave en la guerra de Vietnam, incluyendo un almirante de la marina de guerra que ha muerto desde, Elmo Zumwalt, y el secretario de Defensa, Robert McNamara. Un secretario de Estado durante el mandato de Clinton, Warren Christopher, se muestra también reunirse con funcionarios vietnamitas
Josh Gerstein.

En este sentido, la página web de Corsi y otro veterano anti- Kerry publicada originalmente en el museo de la foto Kerry contenían la imagen de la reunión de Robert McNamara 1995 con el general Giap, que fue identificado erróneamente como "Mao Tse-Tung". (Foto #10).
Además, John O'Neill dijo que en 1971 John Kerry  "quería abandonar el barco y dejar a los prisioneros de guerra [ en Vietnam ]" y que "en el show de Dick Cavett y en otros lugares, la posición de John Kerry fue que deberíamos aceptar la propuesta de siete puntos Madame Binh, que aboga por la retirada unilateral, fijar una fecha después de la cual en algún momento futuro, nos gustaría negociar el regreso de los prisioneros de guerra. Así que queremos fijar una fecha. Nos gustaría retirarse y entonces empezaríamos para discutir cómo llevarlos a casa". Sin embargo, en el debate Cavett, Kerry llegó a decir:

Ahora bien, si tuviéramos que fijar una fecha para la retirada del sudeste de Asia, podemos - los vietnamitas, en primer lugar, hemos dicho que se resolverá antes de la llegada de esa fecha, pero podemos establecer un límite de tiempo en eso. Si los prisioneros de guerra no están de vuelta antes de la llegada de esa fecha, entonces creo que tendríamos que - por primera vez en toda nuestra historia en Vietnam tendríamos una razón legítima para tomar algún tipo de reacción a la misma.
John Kerry

### Conexiones con los republicanos
SBVT caracteriza como un grupo no partidista, tanto en el sentido jurídico como en el espíritu, pero varias personalidades que ayudaron SBVT también han tenido estrechos vínculos con el Partido Republicano. De acuerdo con información liberada por el IRS el 22 de febrero del 2005, más de la mitad de las contribuciones de reportado el grupo provenían de solo tres fuentes, todos destacados donantes republicanos de Texas: constructor de Houston Bob J. Perry, un partidario de mucho tiempo de George W. Bush, donó $4.450.000, Contrans de Harold Simmons donó $3 millones, y T . Boone Pickens, Jr. donó $2 millones. Otros contribuyentes importantes incluyen recaudación de fondos Bush Carl Lindner ($300.000), Robert Lindner ($260.000), Partido Republicano colaborador Aubrey McClendon ($250.000), George Matthews Jr. ($250.000), y Crow Holdings ($100.000).
El asesor de comunicación inicial para SBVT era Merrie Spaeth, una administración responsable de prensa de Reagan y un consultor voluntario que Kenneth Starr en el juicio político de Clinton; también era un portavoz de "republicanos para Aire Limpio", un grupo de 527 oponerse a la campaña presidencial de John McCain 2000 y financiado por los partidarios de Bush que también ayudaron a financiar SBVT. John E. O'Neill -el autor principal de Unfit for Command y jugador clave en la formación del SBVT - donó alrededor de $14,000 a los candidatos republicanos. Él cooperó con la Casa Blanca de Nixon en oposición a Kerry en 1971, y apoyó a la nominación de Nixon en la convención republicana nacional de 1972.
El retirado, el almirante William Schachte, una fuente principal de las denuncias sobre SBVT primero Corazón Púrpura de Kerry, ha donado al tanto de las campañas presidenciales de Bush. Schachte también fue un cabildero de FastShip, una firma que recientemente anunció que estaba recibiendo $40 millones en fondos federales para uno de sus proyectos. Además, firma de cabildeo asociado de Schachte, David Norcross, fue presidente de la convención republicana de 2004.  Chris LaCivita, Director Político del Comité Nacional Republicano del Senado en 2002, trabaja como contratista privado distribuyendo asesoramiento de medios para el SBVT.
La dirección postal SBVT estaba registrado a Susan Arceneaux, tesorero del Fondo del líder de la mayoría, un PAC estrechamente ligado al exlíder del Congreso, el republicano Dick Armey.
La donación del activista republicano Sam Fox de $50,000 al SBVT durante la campaña del 2004 causó una controversia cuando Bush lo nominó para el cargo de embajador en Bélgica. Debido a que los miembros demócratas del Comité de Relaciones Exteriores del Senado indicaron que no apoyarían su candidatura, Bush retiró la nominación; nombró a Fox a la posición el 4 de abril del 2007, mientras el Congreso estaba en receso.
Estos lazos, junto con otros, llevaron a cuestionamientos en la prensa popular sobre si SBVT era un grupo frontal para los Republicanos.

### Conexiones con la campaña de Bush
La campaña de Bush se convirtió en parte de la controversia SBVT general, cuando McCain condenó el primer anuncio SBVT, y dijo: "Espero que el presidente también se condenará". La campaña de Bush no condenó SBVT o los anuncios SBVT. La campaña no ratificó el grupo o bien, afirmando que "Nosotros no tenemos y no vamos a cuestionar el servicio del senador Kerry en Vietnam". Kerry era desdeñoso de esta declaración, diciendo: "Por supuesto, el Presidente mantiene diciendo a la gente que nunca cuestionaría mi servicio a nuestro país. En cambio, se observa como un grupo de ataque republicano financiado hace precisamente eso". Kerry también alegó que SBVT era "un frente para la campaña de Bush. Y el hecho de que el Presidente no denunciar lo que se traen entre manos te dice todo lo que necesita saber que quiere que ellos hagan su trabajo sucio". Cuando se pulsa sobre el tema, el presidente Bush llamó a poner fin a todos los anuncios políticos de grupos 527, y retó a Kerry a hacer lo mismo.
Los críticos y la campaña de Kerry señalaron varias conexiones específicas entre SBVT y la campaña de Bush. La campaña de Kerry afirmó que la sede de la campaña de Bush en Florida distribuyeron volantes que promueven eventos SBVT, un cargo de la campaña de Bush negó. Kenneth Cordier, exvicepresidente de Veteranos por Bush / Cheney (en 2000) y miembro voluntario de los veteranos de la campaña de Bush Steering comité, apareció en el segundo anuncio SBVT. La campaña de Bush le pidió la renuncia y dijo que no tenía conocimiento de su participación SBVT.
El 25 de agosto del 2004, Benjamin Ginsberg, el abogado electoral superior a la campaña de Bush en la ley de financiamiento de campañas, también renunció después de que se supo que SBVT era uno de sus clientes. Ginsberg dijo que se retiraba para evitar ser una distracción para la campaña. Él declaró que había actuado "de una manera que es totalmente apropiado y legal"  argumentando que no era raro o ilegal para los abogados que representan a las campañas o los partidos políticos a la vez que representa a 527 grupos. También mantuvo que él no dio a conocer a la campaña de Bush que él estaba representando al mismo tiempo el grupo SBVT. Después de salir de la campaña de Bush, Ginsberg retuvo su condición de asesor de SBVT .
En enero del 2005, el gobernador Jeb Bush, hermano del presidente y presidente de la Florida para su campaña 2004, mandó una letra al miembro del SBVT y antiguo POW Bud Day, agradeciéndole por su "apoyo personal de su hermano en su re-elección". Además, el Gobernador Bush dijo del SBVT:

Como alguien que realmente entiende el riesgo de ponerse de pie por algo, yo simplemente no puedo expresar con palabras lo mucho que valoro su disposición a ponerse de pie en contra de John Kerry.

### Registros de la Comisión Federal de Elecciones
Casos #5511 y #5525 del FEC
El 10 de agosto del 2004, de tres campañas de grupos de vigilancia de finanzas - Democracia 21, el Centro Legal de la campaña, y el Center for Responsive Politics - presentaron conjuntamente una reclamación independiente con la Comisión Federal de Elecciones (Caso # 5511). La denuncia alegaba que las fuentes de financiación de SBVT estaban en violación de la ley electoral federal en el que "Swift Boat Veterans for Truth (SBVT) se ha registrado en el IRS como un grupo de la sección 527, pero no está registrado con la Comisión como un comité político. Sin embargo, SBVT es, de hecho, un comité político federal".
El 20 de agosto del 2004, la campaña de Kerry presentó una denuncia ante la FEC (Caso # 5525) alegando que SBVT y 20 encuestados nombró adicionales habían llevado a cabo actividades de campaña que "se ha coordinado con la campaña de Bush y el Partido Republicano desde el principio". Según la ley electoral federal, SBVT, como un grupo no partidista 527, fue excluido de la coordinación con cualquier campaña política. La denuncia, citando los "lazos" mencionados anteriormente, reclamó una "red de conexiones a la familia Bush, figuras políticas de alto perfil de Texas, y el principal asesor político del presidente Bush, Karl Rove".
La campaña de Bush desestimó las acusaciones de vínculos y afirmó que no había coordinación entre SBVT y la campaña. La opinión editorial en la evidencia para la coordinación varió. The Note del ABC News declaró, "No hay evidencia de que la campaña de Bush esté orquestando a los Swift Boat Veterans for Truth". En contraste, el New York Times opinó que los ataques del SBVT estaban "orquestados por unos especialistas en campaña negativa muy adentro del corazón de la máquina republicana de Texas".
Descubrimientos del FEC – Casos #5511 y #5525
El 13 de diciembre del 2006, en un descubrimiento consolidado, el FEC falló en contra de las alegaciones de la campaña de Kerry (Caso #5525) encontrando que...

Following an investigation, the Commission concluded that Swiftvets did not unlawfully coordinate its activities with, or make excessive in-kind contributions to, any federal candidate or political party committee.

Además, las quejas de la campaña de Kerry contrat 18 quejas campaña contra otras 18 encuestados fueron relegados a "dismissed-other" y 2 relegados a estado "Reason To Believe/No Further Action" (RTB/NFA) .
El FEC, sin embargo, descubrió para las quejas en conjunto (Caso #5511) en que el SBVT no pudo registrar e informes de divulgación de archivos como un comité político federal, y aceptó contribuciones en violación de los límites federales y prohibiciones de origen. SBVT se evaluó una multa de $299,500.
El acuerdo de conciliación entre la FEC y de la SBVT también declaró, en parte:

De hecho, la Comisión nunca alegó que los SwiftVets rompieran la ley conscientemente, o con el reconocimiento consciente de que sus acciones estaban prohibidas por la ley, no se constató o concluyó que hubo alguna violaciones intencionales y deliberadas de la ley en relación con este asunto, y, por lo tanto, no pone en entredicho la afirmación de su buena fe, la confianza de los SwiftVets en su interpretación de la ley.

Únicamente con el fin de resolver este asunto con prontitud y evitar litigios, sin admisión con respecto a cualquier otro procedimiento, y sin determinación de causa probable por la Comisión, SwiftVets no se compromete a impugnar las conclusiones de la Comisión...

Además, como parte del acuerdo de conciliación, SBVT declaró que después de terminar sus obligaciones en virtud del acuerdo, "tiene la intención de cesar las operaciones como una 527 organización Sección IRC y donar el resto de sus fondos a una organización benéfica de apoyo a las familias de militares estadounidenses y mujeres militares muertos o heridos en la guerra en Irak".

### Revelación de documentos
Durante la campaña, SBVT criticó a Kerry por no firmar una SF-180 (Standard Form 180) autorizando acceso público a sus registros de la marina. Kerry respondió que los documentos fueron publicados en su sitio web. En mayo del 2005, Kerry confirmó su firma del SF-180 permitiendo la liberación de sus registros de servicio y registros médicos a reporteros del Boston Globe, Los Angeles Times, y Associated Press; él negó una petición del New York Sun para acceder a los registros. El Boston Globe y Los Angeles Times reportaron que los registros ampliamente duplicaban lo que Kerry había dado a conocer durante la campaña.
Los miembros del SBVT también criticaron a Kerry por no dar a conocer sus cartas y diarios privados. Sin embargo, los miembros del SBVT por sí mismos rehusaron liberar documentos. Por ejemplo, un diario de otro de los comandantes de los botes Swift y los registros relevantes de algunos de los miembros del SBVT involucrados en alegaciones específicas no han sido revelados.
La Casa Blanca rehusó revelar los documentos detallando cualquiera de los contactos de la administración Bush con individuos prominentes asociados con el SBVT. La petición del Freedom of Information Act denegada fue archivada el 24 de agosto por los Citizens for Responsibility and Ethics in Washington (Ciudadanos para la Responsabilidad y Ética en Washington).

## Desacreditado
Las declaraciones del grupo fueron desacreditadas y la mayoría los veteranos de Vietnam quienes sirvieron junto a Kerry o bajo su comando cuestionaron las críticas y apoyaron la versión de los eventos de Kerry y a sus aspiraciones presidenciales.

## "Swift Boating"
Desde la elección de 2004, el término "Swift Boating" (or "swiftboating", "rápida navegación") se ha vuelto una expresión común para una campaña que ataca oponentes, cuestionando su credibilidad y patriotismo de forma deshonesta. El término es usado con el significado peyorativo de una campaña de desprestigio.